# در میان زندگان (فیلم ۲۰۱۴)
در میان زندگان (فرانسوی: Aux yeux des vivants‎) فیلمی فرانسوی در سبک ترسناک است که در سال ۲۰۱۴ منتشر شد. از بازیگران آن می‌توان به آن ماریون، فرانسیس رنو و نیکولا ژیرو اشاره کرد.